# Kościół Wniebowzięcia Najświętszej Maryi Panny w Izbicy Kujawskiej
Kościół Wniebowzięcia Najświętszej Maryi Panny w Izbicy Kujawskiej – rzymskokatolicki kościół parafialny w Izbicy Kujawskiej, w powiecie włocławskim, w województwie kujawsko-pomorskim. Mieści się przy ulicy Toruńskiej. Należy do dekanatu izbickiego.

## Historia, architektura i wyposażenie
Obecna świątynia murowana w stylu gotyckim została wybudowana około połowy XV wieku (dodano wezwanie Wniebowzięcia Najświętszej Maryi Panny). Jest to budowla murowana z cegły. Posiada jedną nawę. Została wzniesiona na planie prostokąta. Prezbiterium jest węższe i niższe oraz zamknięte wielobocznie. Elewacje wschodnie i zachodnie nawy zakończone są szczytami wczesnobarokowymi z XVII stulecia. Nawa pokryta jest stropem drewnianym, barokowy chór muzyczny jest podparty przez cztery słupy. Gotycki kościół był wielokrotnie palony i odbudowywany. Na początku XX wieku został powiększony o kruchtę, zakrystię, dzwonnicę i północną, neogotycką, kaplicę grobową (1910). Podczas remontu świątyni w latach 1980–1986 wzniesiono od południa kruchtę oraz nową zakrystię.
W neogotyckim ołtarzu głównym jest umieszczony obraz Matki Bożej Izbickiej zwany „Coronatą”. Do wyposażenia kościoła należą m.in. XVIII-wieczne ołtarze boczne oraz rokokowa ambona. 